# 238省道 (安徽省)
安徽省道238，原为 萧淮路，是安徽省省道之一。 238省道起于宿州市萧县圣泉乡，沟通 徐峡线、 302省道、 连霍高速、 101省道、 泗蚌高速、 309省道、 312省道、 京珠线、 252省道、 306省道、 424省道、 滁新高速、 317省道和 318省道，终于阜阳市阜南县王家坝镇。途经萧县、淮北市区、濉溪县、涡阳县、利辛县、阜阳市区和阜南县。